# Bengt Junker
Bengt Junker, född 21 juni 1913 i Kungsholms församling, Stockholm, död 18 februari 1970 i Sofia församling,Stockholm, var en svensk scoutchef, och var under åren 1951-1956, samt 1958-1966 chef i Sveriges Scoutförbund. 1951 efterträdde han Lennart Bernadotte, och 1958 Gösta Lewenhaupt. Han var därmed den sista scoutchefen i förbundet. Han blev den första ordföranden i Svenska Scoutförbundet, som bildades genom en sammanslagning av Sveriges Scoutförbund, och Sveriges Flickors Scoutförbund. Junker var också drivande i starten av Svenska Scoutförbundets folkhögskola, Kjesäters folkhögskola.
Han tilldelades 1949 svensk scoutings högsta utmärkelse Silvervargen.